# Лю Цзяюй
Лю Цзяю́й (кит. упр. 刘佳宇, пиньинь Liú Jiāyǔ, 17 сентября 1992, Хэган, Хэйлунцзян) — китайская сноубордистка, выступающая в хафпайпе. Серебряный призёр зимних Олимпийских игр 2018 года.
На церемонии открытия зимних Олимпийских игр 2022 года произносила клятву от имени спортсменов.

## Карьера
Первым международным соревнованием Лю Цзяюй стал чемпионат мира 2007, на котором она стала 23-й. Её первый этап кубка мира прошёл 2 марта 2007 года в Калгари, и на нём она заняла второе место. С тех пор она не опускалась ниже седьмого места на любом этапе, в котором принимала участие.
В сезоне 2008/09 Лю Цзяюй впервые выиграла один из этапов кубка мира, а затем повторила своё достижение. В следующем году она заняла первое место в кубке мира по хафпайпу, выиграв три этапа и заняв дважды второе место, победила на Универсиаде, проходящей в Харбине, и стала чемпионкой мира 2009.
На чемпионате мира 2011 года выиграла «бронзу» в хафпайпе.

## Призовые места на этапах кубка мира

### 1-е место
- 21 марта 2009, Вальмаленко, Италия
- 14 января 2009, Гудзо, Япония
- 31 октября 2008, Сас-Фе, Швейцария
- 29 февраля 2008, Калгари, Канада
- 16 февраля 2008, Сунгво, Южная Корея

### 2-е место
- 14 марта 2009, Ла-Молина, Испания
- 14 февраля 2009, Сайпресс, Канада
- 2 марта 2007, Калгари, Канада

### 3-е место
- 3 марта 2007, Калгари, Канада

## Зачёт кубка мира

### Общий зачёт
- 2006/07 — 30-е место (1760 очков)
- 2007/08 — 12-е место (3950 очков)
- 2008/09 — 4-е место (5100 очков)

### Зачёт по хафпайпу
- 2006/07 — 7-е место (1760 очков)
- 2007/08 — 2-е место (3950 очков)
- 2008/09 — 1-е место (5100 очков)